# Marc Furi Camil Escribonià
Marc Furi Camil Escribonià (en llatí Marcus Furius Camillus Escribonianus) va ser un magistrat romà del segle i. Va ser adoptat per Luci Arrunci i a partir de llavors adoptà el nom de Luci Arrunci Camil Escribonià, per bé que sembla que no va deixar de fer servir el seu nom de naixement, car les fonts l'esmenten amb els dos noms.
Va ser elegit cònsol de Roma en el regnat de Tiberi, l'any 32 junt amb Gneu Domici Aenobarb. Al començament del regnat de Claudi era llegat a Dalmàcia i es va revoltar amb les seves legions, potser fins i tot amb l'esperança d'obtenir el tron, però va ser derrotat al cap de cinc dies de començar la revolta (42) i enviat a l'exili on va morir l'any 53, no se sap segur si enverinat o de malaltia.